# الکساندر چپلیوک
الکساندر چپلیوک (اوکراینی: Олександр Ігорович Чепелюк؛ زادهٔ ۵ سپتامبر ۱۹۹۷) بازیکن فوتبال اهل اوکراین است.